# Gunners de Saint-Louis
Maillots
Les Gunners de Saint-Louis (en anglais : St. Louis Gunners) étaient une franchise de la NFL (National Football League) basée à Saint-Louis. Cette formation était en fait une équipe indépendante qui remplaça en fin de saison 1934 la franchise des Reds de Cincinnati, radiée à trois matchs du terme de la saison régulière.

## Saison par saison
| Saison | . | Déf. | Nuls | Classement |
| ------ | - | ---- | ---- | ---------- |
| 1934   | 1 | 2    | 0    | 5e Ouest   |